# Levin Rauch
Levin Rauch (ur. 6 października 1819 w Lužnicy, zm. 25 sierpnia 1890 tamże) – chorwacki polityk, ban Chorwacji w latach 1867–1871.

## Życiorys
Ukończył studia prawnicze i zaangażował się w chorwacką politykę. W 1841 był jednym z założycieli i przywódców Partii Chorwacko-Węgierskiej. Zwalczał ruch iliryjski. W 1860 został jednym z liderów Partii Unionistycznej (kontynuatorki Partii Chorwacko-Węgierskiej), która opowiadała się za ścisłym zjednoczeniem Chorwacji z Węgrami. Po zawarciu ugody austriacko-węgierskiej w 1867 Rauch został mianowany (początkowo tylko tymczasowo) banem Chorwacji. W tej roli, poprzez wprowadzenie zmian w ordynacji wyborczej i presję podczas samych wyborów doprowadził do obsadzenia większości sejmu chorwackiego posłami unionistycznymi i dzięki temu do zatwierdzenia przezeń w 1868 ugody węgiersko-chorwackiej. Stosował surowe metody władzy, ograniczał swobody polityczne zwalczając opozycyjną Partię Narodową. Ze stanowiska bana musiał ustąpić, gdy udowodniono mu odnoszenie korzyści finansowych dzięki nadużyciu swego stanowiska.
W 1867 otrzymał tytuł barona.